# Franz-Joseph Moritz

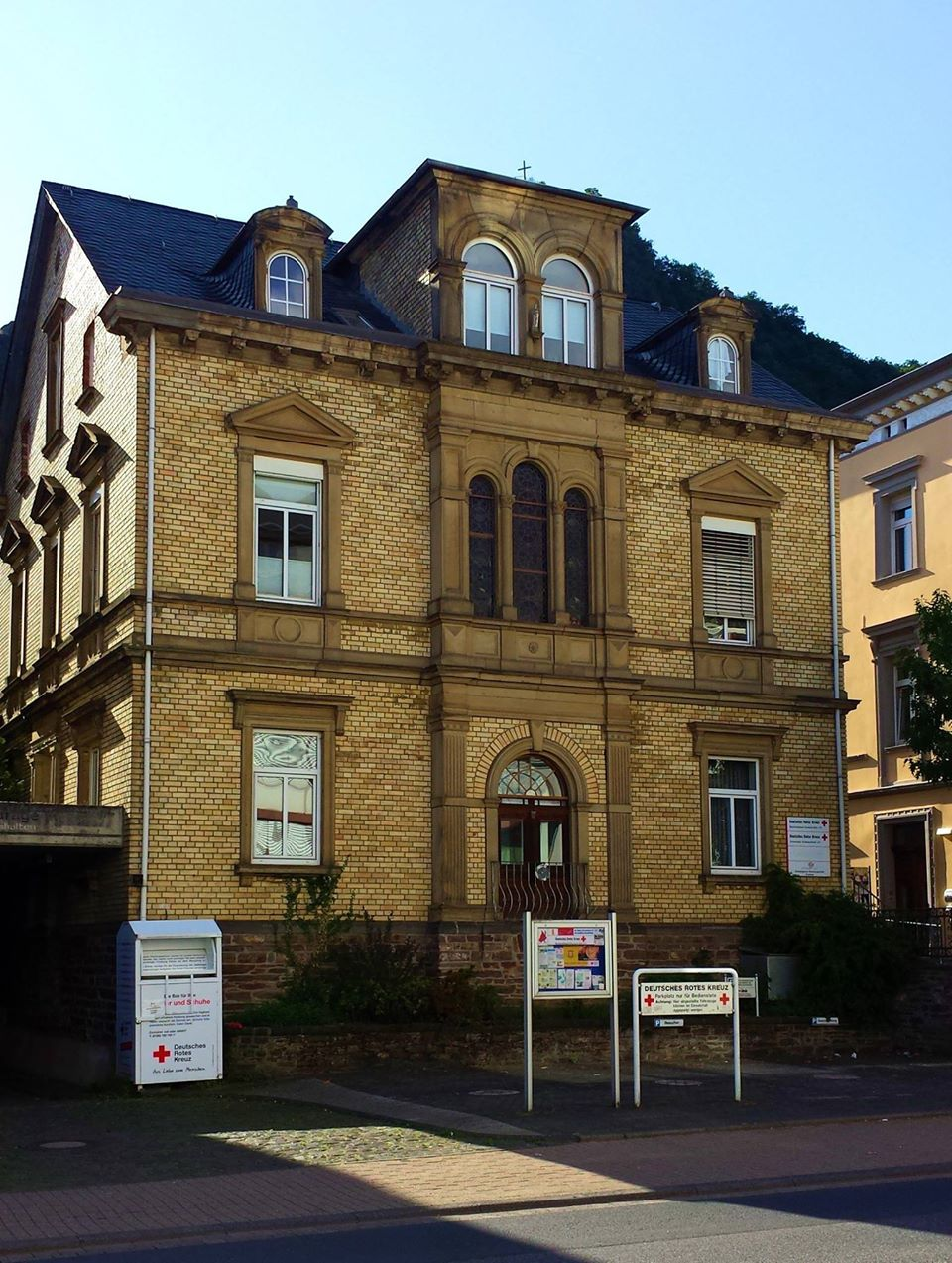
Wohnhaus und ehemalige Kapelle

Franz-Joseph Moritz (* 26. Dezember 1839 in Cochem; † 9. August 1914 ebenda) war ein deutscher Gutsbesitzer, Bankdirektor und Abgeordneter.

## Leben und Karriere
Moritz war der Sohn des Bäckers Peter Josef Moritz (* 24. Dezember 1808 in Hatzenport; † 13. Dezember 1880 ebenda) und dessen Ehefrau Maria Gertruda geborene Reiff (* 15. Juli 1818 in Hatzenport; † 3. Mai 1875 ebenda). Er war katholischer Konfession und heiratete am 30. Juni 1870 Gertrud Bidgenbach (* 16. September 1847; † 25. April 1901).
Franz-Josef Moritz war Gutsbesitzer und gründete zusammen mit Mathias Hausmann und Andreas Fellenz die „Kochemer Volksbank“, deren Direktor er bis 1910 war. 

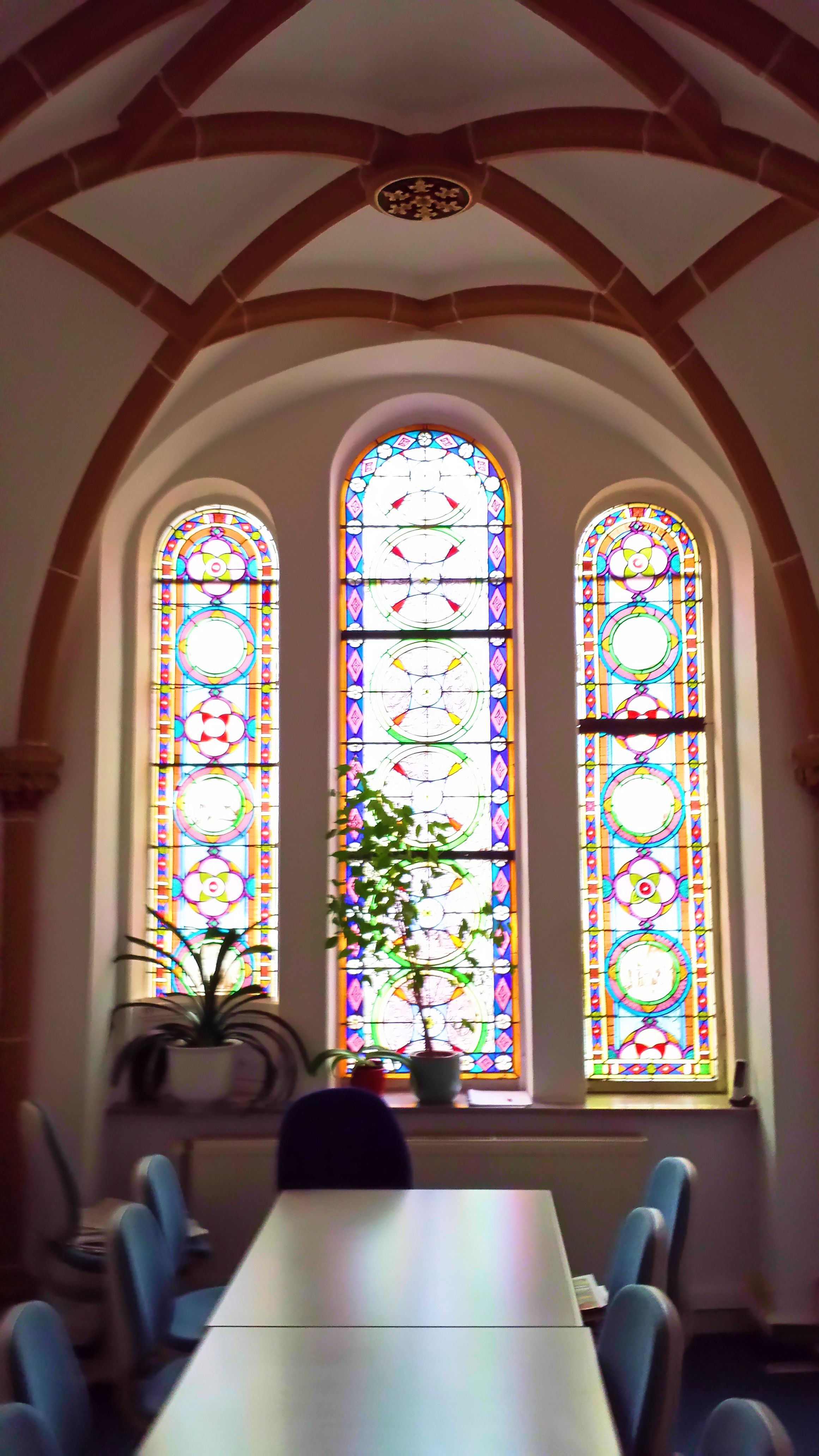
Ehemalige Hauskapelle

In der Ravenéstraße 15 in Cochem stellte er ein Haus zur Verfügung, um dort alte und gebrechliche Priester unterzubringen. Dieses Haus hatte sein Vater Josef Moritz (* 24. Dezember 1808–1880), der Bäcker war, gebaut, nachdem deren Bäckerei im Cochemer Burgfrieden nach einem Großbrand den Flammen ein Opfer geworden war.
Seit Beginn des Kulturkampfes (Maulkorbgesetz von 1871) war sein Elternhaus die Zufluchtsstätte für viele des Landes verwiesene Geistliche. Nach Beendigung des Kulturkampfes im Jahre 1882 wurde er Kreisdeputierter und hielt viele Ehrenämter inne. Bei der Gründung von Vereinen und Wohlfahrtsverbänden sowie bei der Gründung des Krankenhauses auf dem Klosterberg und dem Kloster Ebernach war er erheblich beteiligt. Jahrzehntelang war er Mitglied des 3. Ordens vom hl. Franziskus. Franz-Joseph Moritz war zudem Gründungsmitglied der Cochemer Feuerwehr. Nach der Beendigung des Kulturkampfes im Jahr 1882 wurde er Kreisdeputierter und gehörte von 1888 bis 1914 dem Provinziallandtag der Rheinprovinz an.

## Ehemaliges Priester- und Schwesternheim in der Ravenéstraße 15
Die erste heilige Messe in der schon zu Beginn vorhandenen hauseigenen Kapelle konnte bereits am 2. Juni 1883 gelesen werden. Die täglichen heiligen Messen wurden mit bischöflicher Unterstützung durchgeführt. Später vermachte F.-J. Moritz sein Haus den Waldbreitbacher Schwestern, um dort alte und gebrechliche Priester aufzunehmen. Es wurde Anlaufstelle für viele Priester, die dort Aufnahme und Unterstützung erhielten. Er übergab das Haus 1909 an die Franziskanerschwestern, die auf dem Klosterberg in Cochem das Krankenhaus betrieben. Bis zu seinem Tod am 9. August 1914 blieb er in dem Haus. Im Ersten Weltkrieg diente es als Lazarett und bis 1941 bewohnten die Dernbacher Schwestern dieses Haus. Im Anschluss daran nutzte man es als Isolierhaus bzw. Altersheim, es folgten noch die Marienschwestern bis schließlich im Jahre 1982 das Deutsche Rote Kreuz Cochem-Zell der neue Eigentümer wurde.

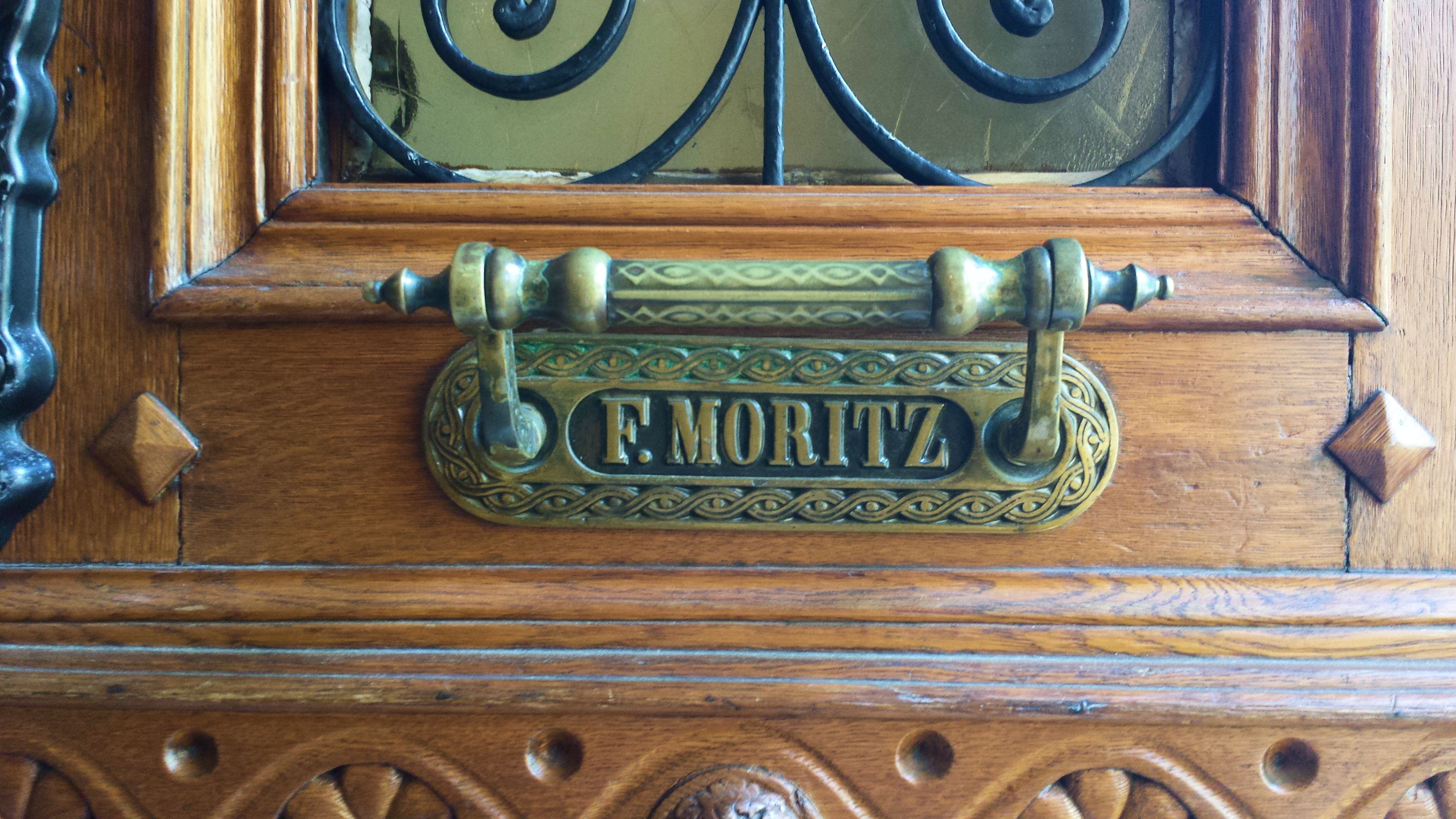
Türschild F. Moritz